# Qāland-e Vosţá
Qāland-e Vosţá (persiska: قالند وسطی) är en ort i Iran.   Den ligger i provinsen Khuzestan, i den centrala delen av landet, 600 km söder om huvudstaden Teheran. Qāland-e Vosţá ligger 319 meter över havet och antalet invånare är 764.
Terrängen runt Qāland-e Vosţá är platt åt sydväst, men åt nordost är den kuperad. Runt Qāland-e Vosţá är det ganska tätbefolkat, med 62 invånare per kvadratkilometer. Närmaste större samhälle är Behbahān, 8,7 km söder om Qāland-e Vosţá. Trakten runt Qāland-e Vosţá består till största delen av jordbruksmark.